# André Hennicke
André M. Hennicke (ur. 21 września 1958 w Erlabrunn) – niemiecki aktor telewizyjny i filmowy, okazjonalnie producent i reżyser filmowy.

## Życiorys
Urodził się w Erlabrunn w Erzgebirgskreis w Saksonii. Podczas gdy jego ojciec był przewlekle chory, jego matka pracowała jako kapelusznik. Po ukończeniu szkoły dziesięcioklasowej pracował jako palacz w elektrociepłowni. Odbył służbę wojskową w Nationale Volksarmee, siłach zbrojnych NRD, po czym był zatrudniony jako murarz. Kształcił się następnie w szkole aktorskiej Hochschule für Film und Fernsehen „Konrad Wolf”, zaczął grać role w teatrze w Senftenbergu.
W 1984 zadebiutował jako student w filmie DEFA Kaskade rückwärts. Od tego czasu do końca lat 80. regularnie pojawiał się w enerdowskich produkcjach. Po zjednoczeniu Niemiec przez pewien czas odnotowywał głównie drugoplanowe i epizodyczne występy, takie jak detektyw w dramacie Wernera Herzoga Niezwyciężony (2001) u boku Tima Rotha i Uda Kiera. Pierwszą ważniejszą rolę Thomasa Richtera zagrał w dreszczowcu telewizyjnym Martwy człowiek (2002), za którą otrzymał nagrodę Deutscher Fernsehpreis. W dramacie Der alte Affe Angst (2003) wystąpił w roli reżysera teatralnego. Oliver Hirschbiegel obsadził go jako generała Wilhelma Mohnke w nominowanym do Oscara dramacie wojennym Upadek (2004).
W miniserialu Speer und Er (2005) zagrał Rudolfa Heßa, a w filmie Sophie Scholl – ostatnie dni wystąpił w roli sędziego Rolanda Freislera. Ponadto można go było zobaczyć w dramacie fantasy Francisa Forda Coppoli Młodość stulatka (2007), dreszczowcu Antyciała (2005) jako seryjny morderca Gabriel Engel z Wotanem Wilke Möhringiem i Normanem Reedusem oraz dramacie Davida Cronenberga Niebezpieczna metoda (2011) w roli Eugena Bleulera.

## Filmografia

### Filmy
- 1984: Kaskade rückwärts jako brodaty student
- 1985: Junge Leute in der Stadt jako Robert
- 1987: Dschungelzeit jako Bäcker
- 1988: Die Schauspielerin jako Mark Löwenthal
- 1990: Letztes aus der Da Da eR jako małpa człekokształtna
- 1990: Rückkehr aus der Wüste jako Thomas Tänzer
- 1990: Biologie! jako dyrektor
- 1991: Der Besucher jako Leon
- 1991: Zwischen Pankow und Zehlendorf jako Emil Wünsche
- 1992: Miraculi jako pan Platthofer
- 2001: Niezwyciężony jako detektyw
- 2001: Jeniec: Tak daleko jak nogi poniosą jako Bauknecht
- 2002: Martwy człowiek jako Thomas Richter
- 2003: Der alte Affe Angst jako Robert
- 2004: Upadek jako generał Wilhelm Mohnke
- 2005: Antyciała jako Gabriel Engel
- 2005: Sophie Scholl – ostatnie dni jako Roland Freisler
- 2006: Der freie Wille jako Sascha
- 2006: Eduart jako Christof
- 2006: Winterreise jako Friedländer
- 2007: Młodość stulatka jako Josef Rudolf
- 2007: Wyspa skarbów jako Ben Gunn
- 2009: Polar jako Henryk
- 2009: Albańczyk
- 2009: Faktor 8 – Der Tag ist gekommen jako komandor Patrick Brandt
- 2009: Effi Briest jako Geheimrat Wüllersdorf
- 2009: Pandorum jako Hunter Leader
- 2010: Henryk IV. Król Nawarry jako Biron
- 2011: Niebezpieczna metoda jako Eugen Bleuler
- 2011: Żelazny Jan jako Czarny Rycerz
- 2013: Diabeł z trzema złotymi włosami jako diabeł Lucyfer
- 2015: Victoria jako Andi
- 2016: Jonathan jako Burghardt
- 2017: Der Mann aus dem Eis jako Krant
- 2024: Treasure jako Bernd Seifert

### Seriale TV
- 1991: Telefon 110: Der Riß jako Günter Kühne
- 1993: Telefon 110: Blue Dream – Tod im Regen jako kupujący broń
- 1993: Telefon 110: Keine Liebe, kein Leben jako Max Pelitz
- 1995: Tatort: Bienzle und der Mord im Park jako Andreas Kerbel
- 1996: Tatort: Buntes Wasser jako Torsten Lemke
- 1997: Tatort: Inflagranti jako Achim Keitel
- 1998: Kobra – oddział specjalny jako Patrick
- 2000: Tatort: Blüten aus Werder jako Hans Grabner
- 2002: Tatort: 1000 Tode jako Leander
- 2005: Speer und Er jako Rudolf Heß
- 2007: KDD-Kriminaldauerdienst jako Aoun
- 2007: Jednostka specjalna jako Thomas Anhoff
- 2008: Uderzenie jako pastor
- 2008: Buddenbrookowie – dzieje upadku rodziny jako Gosch
- 2009: Küstenwache jako Gunnar Kunkel
- 2009: Strażnik pierścienia jako oficer BKA Hans Keller
- 2010: Kobra – oddział specjalny jako Konstantin Aigner
- 2011: Tatort: Rendezvous mit dem Tod jako Peter Munz
- 2012: Świat bez końca jako Joby
- 2012: Tatort: Wegwerfmädchen jako Staatsanwalt von Braun
- 2014: Tatort: Kaltstart jako komisarz Hermann Jertz
- 2017: Tatort: Fangschuss jako Paul Gebhard